# 七个马扎尔酋长

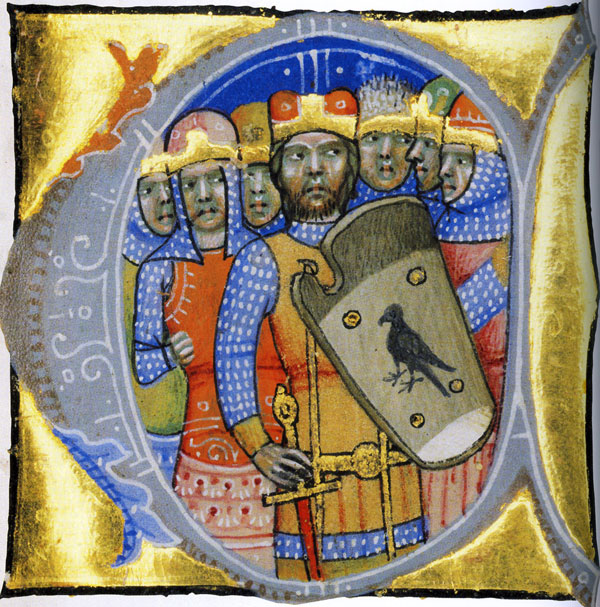
七个马扎尔酋长

七个马扎尔酋长是马扎尔人在于895年抵达喀尔巴阡盆地之前的7個部落的领袖。東羅馬帝國皇帝君士坦丁七世在他的《帝国行政论》中列出了7个马扎尔部落的名称，但沒有列出7个部落的酋长的名字。一位没有在历史上留下姓名的匈牙利编年史作家在其所作的《匈牙利人的事迹》中列举了7个酋长的名字，但是這7個名字和其他史料记载的內容互相矛盾，這些名單中的一些名字已被證明有误。